# Clone High
Clone High is een Canadees-Amerikaanse komische animatieserie gecreëerd door Phil Lord en Christopher Miller. De serie speelt zich af op een middelbare school voor klonen en is een parodie op tienerdrama's. Clone High ging in première op 2 november 2002 en bleef beperkt tot slechts één seizoen, te wijten aan een combinatie van controverse en tegenvallende kijkcijfers.

## Verhaal
In de jaren 80 liet de Amerikaanse overheid de lichamen van historische figuren opgraven om deze te klonen. Zestien jaar later wonen zij in pleegfamilies en attenderen ze de middelbare school Clone High, waar ze worden geconfronteerd met typische puberzaken als populariteit, vriendschap en verliefdheid.

## Personages
- Abe Lincoln (Will Forte), de kloon van de Amerikaanse president Abraham Lincoln. Hij is een slungelige en onzekere jongen met een zwak voor Cleopatra.
- Joan of Arc (Nicole Sullivan), de kloon van de Franse heldin Jeanne d'Arc. Ze is een cynische, artistieke goth en de beste vriendin van Abe, op wie ze stiekem hopeloos verliefd is.
- Gandhi (Michael McDonald), de kloon van de Indische politicus Mahatma Gandhi. Hij is een vrolijk, hyperactief feestbeest en de beste vriend van Abe.
- JFK (Christopher Miller), de kloon van de Amerikaanse president John F. Kennedy. Hij is een stompzinnige, arrogante rokkenjager met een dik Bostons accent.
- Cleopatra (Christa Miller), de kloon van de Egyptische koningin Cleopatra VII. Ze is de verwaande en manipulatieve queen bee van de school.
- Principal Scudworth (Phil Lord), het schoolhoofd van Clone High. Hij is een gestoorde professor die hoopt zijn klonen tentoon te stellen in een pretpark genaamd Cloney Island.
- Mr. Butlertron (Christopher Miller), het robothulpje van Scudworth.

## Afleveringen

### Seizoen 1
1. Escape to Beer Mountain: A Rope of Sand
2. Episode Two: Election Blu-Galoo
3. A.D.D.: The Last 'D' is for Disorder
4. Film Fest: Tears of a Clone
5. Sleep of Faith: La Rue D'Awakening
6. Homecoming: A Shot in D'Arc
7. Plane Crazy: Gate Expectations
8. A Room of One's Clone: The Pie of the Storm
9. Raisin the Stakes: A Rock Opera in Three Acts
10. Litter Kills: Litterally
11. Snowflake Day: A Very Special Holiday Episode
12. Makeover, Makeover, Makeover: The Makeover Episode
13. Changes: The Big Prom: The Sex Romp: The Season Finale